# Cervo (Ligúria)
Cervo (en ligur Sèrvu o Çervo) és un comune italià, situat a la regió de la Ligúria i a la província d'Imperia. El 2011 tenia 1.204 habitants.

## Geografia
Situat a l'extrem oriental de la província, compta amb una superfície de 3,59 km² i Limita amb les comunes d'Andora i San Bartolomeo al Mare.

## Ciutats agermanades
- Cervo, des del 2008